# Euroatlantiska partnerskapsrådet

Euroatlantiska partnerskapsrådets medlemsstater.

Euroatlantiska partnerskapsrådet (EAPR) (engelska: Euro-Atlantic Partnership Council) inrättades 1997 som den politiska ramen för arbetet inom PFF. Det är ett forum för konsultationer mellan Nato- och partnerländer. EAPR och PFF är inte fristående institutioner, utan är kopplade till Nato-strukturen. Grundprincipen för samarbetet är frivillighet vilket innebär att varje enskilt partnerland bestämmer i vilken utsträckning det deltar i samarbetet. Sverige har varit med i EAPR från startåret.